# Herècia
Herècia fou un territori de Geòrgia regit per senyors locals, que per un curt període de la història va arribar a ser un regne (893-c. 920). Avui està dividida en tres regions: Tuixètia, Pxàvia i Khevsurètia.

## Història

### Regne d'Ibèria
Aquest territori fou habitat antigament pels hers o ers, els sukhs, els txilbs i els lbins; el conjunt d'aquestes tribus foren coneguts com a hers (herecis) i van quedar sota domini de l'Albània del Caucas. Herècia va ser conquerida pel rei Vakhtang I Cap de Llop d'Ibèria cap al 463 i va ser la seu d'un Samthavro o seristavo (comtat/principat) regit per una dinastia; la població local fou assimilada amb la població ibèrica (georgiana). És llavors quan a les fonts georgianes comença a aparèixer el nom d'Herècia; les fonts tradicionals consideren que el nom derivaria del llegendari patriarca Heroes fill de Thargamos, llegendari fundador de la ciutat d'Hereti (més tard Khoranta) a la riva del Alazani, però més probablement derivaria dels hers.

### Curopalatinat de Kartli
Herècia va seguir els destins d'Ibèria i quan els eristhavis del país assoliren una virtual independència, la dinastia local continuà regint aquestes terres.
El Curopalatinat de Kartli, successor principal del regne d'Ibèria, va tenir diversos dirigents nomenats normalment per Constantinoble (i de vegades per Pèrsia). Cap al 602 apareix un membre de la dinastia anomenat Adarnases com a curopalata, segurament nomenat per la seva fidelitat. La dinastia anomenada cosroida, donarà més representants. Cap al 628 Adarnases va tornar a ser curopalata després d'un temps de domini persa. Esteve II i Adarnases II, els següents curopalates, eren de la mateixa dinastia.
Mihri i Artxil, fills d'Esteve II, van dirigir la rebel·lió contra els musulmans cap al 700 i fugiran més tard cap a Abkhazètia (Abkhàzia) on governava com eristhavi Lleó I. El 717 estant assetjada Constantinoble pels àrabs, l'emperador romà d'Orient, acorda reconèixer a Mihri i Artxil com a reis d'Ibèria o Kartli i els dos germans, amb l'ajuda de Lleó I, derrotaren als àrabs cap al 720, prop d'Anakopia, obligant-los a evacuar la Geòrgia Occidental que va caure en mans de Lleó I d'Abkhàzia. Sembla que després van tornar a Herècia i que el nomenament romà d'Orient no va ser efectiu enfront dels senyors georgians. Artxil va seguir rebel. A Herècia va desplegar una gran activitat fundant esglésies i fortaleses, incloent-hi la de Nukhpat, i nomenant eristhavis (senyors) i mtvars (caps interiors). També va fer batejar a la part de la població que no era catòlica. El 745 va ser capturat pels àrabs i executat. El van succeir els seus fills Joann i Djuancher.

### Principat i regne
A la meitat del segle viii el governant (erismtavari) de Kartli, Archil, va concedir Herècia a la família dels bagràtides, en recompensa per la seva contribució a la lluita contra els àrabs. Uns anys després, cap al 780, la família Bagrationi (Bagratuní a Armènia) va entrar a la regió que sembla que estava malmesa per les incursions àrabs, i després de derrotar a la família governant dels Cosroides o Mihrànides van prendre el poder. Aprofitant la mort dels erismtavaris de Kartli, Joan i Djuancher, els bagràtides van estendre els seus feus i el 787 van establir un principat independent (samtavro) amb capital a Shaki, potser sota Simbaci. En aquestes circumstàncies apareix Isaac Simbacià. Cyril Toumanoff considera que Simbaci, Isaac i els successius prínceps d'Herècia pertanyeren a la dinastia armènia dels « Aranshahíkides » enllaçats amb una princesa bagràtida; Nodar Assatiani estima pel seu costat que són una branca dels bagràtides. Certament no és clar si era un membre de la família bagràtida, de la família siuníkida (de Siunia) o d'una branca d'aquesta darrera, coneguda com a aranshahíkida (del primer membre Aranshahik) i hi ha opinions en els tres sentits. Shal governava a Shaki, a Herècia i hauria assolit també el poder al Gelarquniq (una comarca de Siunia) establint el principat de Khatxèn el 821, i el 822 es van estendre cap a l'Aghuània amb centre a Gardman. Un descendent d'Isaac, Grigol Hamam va arribar a tenir gran poder i es va proclamar rei el 893, potser com a resposta a l'assumpció del títol reial (rei dels kartvels) pels prínceps de la Taoklardjètia. Alarmat per l'increment del poder dels reis d'Herècia, el rei de Kakhètia Kvirike I (892–918) es va aliar al rei Constantí III d'Abkhàzia i el 915, va fer una campanya militar contra el rei Adarnases II patrikios d'Herècia (897–943). Els aliats van ocupar Herècia vers el 920 i se la van repartir però fou per poc temps, ja que Adarnases Patrikios aviat va reconquerir el control del territori que havia perdut. Un fill i successor, Ishkhanik (943-951) va governar junt amb la seva mare Dinar, germana del curopalata Gurguèn IV, príncep de Taoklardjètia (918–941). Ishkhanik i la seva mare es van veure forçats a reconèixer la sobirania del seu poderós veí, el principat Daylamita governat per la dinastia sallàrida però el 950 una lluita interna en la dinastia va permetre a Ishkhanik deixar de pagar el tribut i restaurar la independència. Sota el seu regnat, Herècia va abandonar la fe monofisita i es van convertir al cristianisme ortodox georgià del concili de Calcedònia.
Per la seva banda el fill de Constantí d'Abkhàzia, Jordi (927-957), va sotmetre una part de la Kakhètia i alguns pobles de les muntanyes del nord, com els alans (ossets) i aquesta hegemonia es va mantenir amb el seu fill Lleó III. El 951 va pujar al tron de l'Herècia Joan (Ioane Senaquirim, 951–959) que va afegir al seu regne una part dels territoris que havien governat els antics reis d'Aghuània, i les muntanyes orientals georgianes de Tzanarèthia. Mentre a Abkhàzia a la mort de Jordi (957) van esclatar conflictes civils entre els seus hereus i l'hegemonia va tornar al Curopalatinat de Kartli. Aquesta situació va portar a un reforçament de Kakhètia, el chorpiscopus de la qual, Kvirike II, (929–976), vers el 959 va conquerir Herècia. Sota el seu successor, David de Kakhètia (976–1010) el territori fou disputat amb l'ara rei d'Abkhàzia, dels Kartvels i curopalata Bagrat (III) l'Unificador. El següent rei de Kakhètia, que ja es va titular rei, Kvirike III el Gran (1010–1037) finalment va absorbir Herècia dins el seu "regne de Kakhs i Rans” després del 1020.

### Desaparició
Quan el rei georgià David el Constructor va tenir el control de Kakhètia el 1104, Herècia va esdevenir un seristavo (equivalent a ducat). El domini georgià a Herècia fou interromput pels Atabegs d'Azerbaijan, pels xas de Coràsmia i pels Ilkhànides. Després de la desintegració final de la monarquia unificada georgiana el 1466, Herècia va caure en mans del regne de Kakhètia, i posteriorment el mateix nom de la regió va anar desapareixent tant de les cròniques com de l'ús públic durant els dominis dels kara koyunlu, ak koyunlu, safàvides, afshàrides i otomans.

## Governants
- Simbaci vers 780-vers 815
- Isaac Simbacià, 815–840
- Adarnases I (fill), 840–865
- Grigol Hamam dit Arevelktsi o sigui l'Oriental (fill), 865–893, rei 893-895 (segons Grousset el títol fou el de rei d'Aghuània)
- Ocupació temporal per Kvirike I de Kakhètia, 895-897
- Pipe, 897-913
- Adarnases II Patrikios (fill de Grigol Haman), 913-943
- Ishkhanik Abdul Abdalmalik (fill), 943-951
- Ioane Senaquirim (fill), 951–959